# Origanum laevigatum
Origanum laevigatum es una especie de planta fanerógama de la familia Lamiaceae, originaria de Chipre, Siria y Turquía.

## Descripción
Es una planta leñosa perenne que alcanza un tamaño de 50-60 cm de altura por 45 cm de ancho, con hojas muy aromáticas y grupos sueltos de flores en forma de embudo de color rosa con brácteas de color púrpura persistentes, aparecen durante todo el verano.

## Usos
Esta planta se utiliza como hierba culinaria y como planta ornamental para la cubierta vegetal en situaciones soleadas y bien drenadas. Tolera suelos pobres, pero no le gusta la humedad del invierno. El cultivar Herrenhausen ha ganado el Award of Garden Merit de la Royal Horticultural Society.

## Taxonomía
Origanum laevigatum fue descrita por Pierre Edmond Boissier y publicado en Annales des Sciences Naturelles; Botanique, série 4 2: 252. 1854.
Etimología
Ver: Origanum
laevigatum: epíteto latíno que significa "dentada"